# Courgains

Courgains este o comună în departamentul Sarthe, Franța. În 2009 avea o populație de 595 de locuitori.